# 徳妃張氏
徳妃張氏（とくひ ちょうし、891年 - 915年）は、五代十国時代の後梁の末帝朱友貞の妃嬪（元は正室）。
父の張帰覇が後梁の功臣であったことにより、均王朱友貞に正室として嫁いだ。後梁の太祖朱晃の好色は見境がなく、各地に封じていた諸子の王の正妻を都に残させて自らの近くに侍らせ、通じるようになった。
913年に朱友貞が即位すると、張氏を皇后に立てようとしたが、張氏は郊天の祭（皇帝祭祀）を行うのを待つよう願った。しかし郊天は行えず、立后もなかった。乾化5年（915年）9月24日、病状が重篤となった際に徳妃に封ぜられた（側室の扱い）が、同日に病死した。
朱友貞は暗愚であり、義兄弟の趙巌（姉の長楽公主の夫で、趙犨の子）、張漢鼎と張漢傑（徳妃の兄弟）らが跋扈し、宿将や朱友貞の弟たちの数多くが讒言された。

## 新五代史の記述
『新五代史』（巻十三 梁家人伝第一）
末帝徳妃張氏、其父帰霸、事太祖為梁功臣。帝為王時以婦聘之。帝即位、将冊妃為后、妃請待帝郊天、而帝卒不得郊。貞明元年、妃病甚、帝遽冊為徳妃、其夕薨、年二十四。